# 蓋銷票

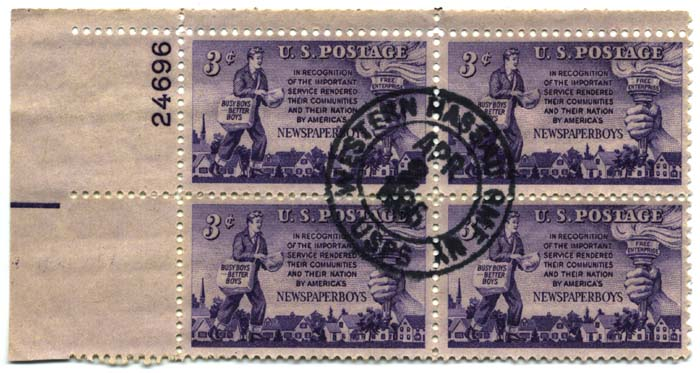
1952年美國的送報生蓋銷票四方連

蓋銷票（英語：Cancelled-to-order，簡稱CTO），指未寄送但已蓋上郵戳的郵票 ，該類郵票可以來自剩餘的郵票庫存，以低價售予集郵人士或郵商。該類郵票起源於19世紀。

## 背景
一些集郵人士喜歡收藏新票；另一些則喜歡收藏銷過郵戳的郵票。但實際上，要收藏到全面的蓋銷郵票是一件需長時間的困難工作，因此現代郵政部門開始提供未使用但蓋過郵戳的郵票給集郵人士。